# Grande Prêmio da Comunidade Valenciana de 2018 (MotoGP)
O Grande Prêmio da MotoGP da Comunidade Valenciana de 2018 ocorreu em 18 de novembro.

## Resultados

### Classificação MotoGP
| Pos | Piloto           | Equipe                      | Moto    | Tempo     | Pontos |
| --- | ---------------- | --------------------------- | ------- | --------- | ------ |
| 1   | Alex Rins        | Team SUZUKI ECSTAR          | Suzuki  | 22'31.583 | 25     |
| 2   | Andrea Dovizioso | Ducati Team                 | Ducati  | +0.749    | 20     |
| 3   | Valentino Rossi  | Movistar Yamaha MotoGP      | Yamaha  | +1.070    | 16     |
| 4   | Dani Pedrosa     | Repsol Honda Team           | Honda   | +18.244   | 13     |
| 5   | Johann Zarco     | Monster Yamaha Tech 3       | Yamaha  | +21.317   | 11     |
| 6   | Takaaki Nakagami | LCR Honda IDEMITSU          | Honda   | +26.244   | 10     |
| 7   | Alvaro Bautista  | Angel Nieto Team            | Ducati  | +36.985   | 9      |
| 8   | Pol Espargaro    | Red Bull KTM Factory Racing | KTM     | +37.561   | 8      |
| 9   | Scott Redding    | Aprilia Racing Team Gresini | Aprilia | +41.923   | 7      |
| 10  | Hafizh Syahrin   | Monster Yamaha Tech 3       | Yamaha  | +43.670   | 6      |
| 11  | Jorge Lorenzo    | Ducati Team                 | Ducati  | +45.668   | 5      |
| 12  | Stefan Bradl     | LCR Honda CASTROL           | Honda   | +46.197   | 4      |
| 13  | Michele Pirro    | Ducati Team                 | Ducati  | +59.903   | 3      |
| 14  | Karel Abraham    | Angel Nieto Team            | Ducati  | +1'01.718 | 2      |
| 15  | Jordi Torres     | Reale Avintia Racing        | Ducati  | +1'07.942 | 1      |
| 16  | Bradley Smith    | Red Bull KTM Factory Racing | KTM     | 1 volta   | 0      |

### Classificação Moto2
| Pos | Piloto             | Equipe                      | Moto     | Tempo     | Pontos |
| --- | ------------------ | --------------------------- | -------- | --------- | ------ |
| 1   | Miguel Oliveira    | Red Bull KTM Ajo            | KTM      | 45'07.639 | 25     |
| 2   | Iker Lecuona       | Swiss Innovative Investors  | KTM      | +13.201   | 20     |
| 3   | Alex Marquez       | EG 0,0 Marc VDS             | Kalex    | +22.175   | 16     |
| 4   | Mattia Pasini      | Italtrans Racing Team       | Kalex    | +28.892   | 13     |
| 5   | Remy Gardner       | Tech 3 Racing               | Tech 3   | +30.106   | 11     |
| 6   | Fabio Quartararo   | HDR Heidrun - Speed Up      | Speed Up | +32.126   | 10     |
| 7   | Marcel Schrotter   | Dynavolt Intact GP          | Kalex    | +33.086   | 9      |
| 8   | Augusto Fernandez  | Pons HP40                   | Kalex    | +33.950   | 8      |
| 9   | Andrea Locatelli   | Italtrans Racing Team       | Kalex    | +35.707   | 7      |
| 10  | Simone Corsi       | Tasca Racing Scuderia Moto2 | Kalex    | +37.019   | 6      |
| 11  | Dominique Aegerter | Kiefer Racing               | KTM      | +43.844   | 5      |
| 12  | Tetsuta Nagashima  | IDEMITSU Honda Team Asia    | Kalex    | +45.871   | 4      |
| 13  | Steven Odendaal    | NTS RW Racing GP            | NTS      | +49.113   | 3      |
| 14  | Francesco Bagnaia  | SKY Racing Team VR46        | Kalex    | +53.288   | 2      |
| 15  | Jesko Raffin       | SAG Team                    | Kalex    | +1'08.712 | 1      |
| 16  | Isaac Viñales      | Forward Racing Team         | Suter    | +1'25.666 | 0      |
| 17  | Xavi Cardelus      | Marinelli Snipers Team      | Kalex    | +1'32.166 | 0      |
| 18  | Jules Danilo       | Nashi Argan SAG Team        | Kalex    | +1'47.502 | 0      |
| 19  | Federico Fuligni   | Tasca Racing Scuderia Moto2 | Kalex    | 1 volta   | 0      |
| 20  | Lukas Tulovic      | Forward Racing Team         | Suter    | 1 volta   | 0      |

### Classificação Moto3
| Pos | Piloto                 | Equipe                  | Moto  | Tempo     | Pontos |
| --- | ---------------------- | ----------------------- | ----- | --------- | ------ |
| 1   | Can Oncu               | Red Bull KTM Ajo        | KTM   | 43'06.370 | 25     |
| 2   | Jorge Martin           | Del Conca Gresini Moto3 | Honda | +4.071    | 20     |
| 3   | John Mcphee            | CIP - Green Power       | KTM   | +6.130    | 16     |
| 4   | Fabio Di Giannantonio  | Del Conca Gresini Moto3 | Honda | +12.897   | 13     |
| 5   | Enea Bastianini        | Leopard Racing          | Honda | +14.735   | 11     |
| 6   | Jaume Masia            | Bester Capital Dubai    | KTM   | +21.984   | 10     |
| 7   | Niccolò Antonelli      | SIC58 Squadra Corse     | Honda | +26.641   | 9      |
| 8   | Nakarin Atiratphuvapat | Honda Team Asia         | Honda | +30.758   | 8      |
| 9   | Marcos Ramirez         | Bester Capital Dubai    | KTM   | +33.411   | 7      |
| 10  | Celestino Vietti       | SKY Racing Team VR46    | KTM   | +39.008   | 6      |
| 11  | Ayumu Sasaki           | Petronas Sprinta Racing | Honda | +42.332   | 5      |
| 12  | Stefano Nepa           | CIP - Green Power       | KTM   | +48.931   | 4      |
| 13  | Raul Fernandez         | Angel Nieto Team        | KTM   | +54.434   | 3      |
| 14  | Andrea Migno           | Angel Nieto Team Moto3  | KTM   | +54.585   | 2      |
| 15  | Jakub Kornfeil         | Redox PruestelGP        | KTM   | +56.424   | 1      |
| 16  | Kazuki Masaki          | RBA BOE Skull Rider     | KTM   | +57.222   | 0      |
| 17  | Gabriel Rodrigo        | RBA BOE Skull Rider     | KTM   | +1'00.541 | 0      |
| 18  | Lorenzo Dalla Porta    | Leopard Racing          | Honda | +1'35.093 | 0      |
| 19  | Darryn Binder          | Red Bull KTM Ajo        | KTM   | 1 volta   | 0      |
| 20  | Marco Bezzecchi        | Redox PruestelGP        | KTM   | 1 volta   | 0      |